# Frank Shuter
Frank Shuter, właśc. Franklin John Shuter (ur. 17 czerwca 1945 w Rotorua, zm. lipiec 1997) – nowozelandzki żużlowiec.

## Życiorys
Dwukrotny medalista indywidualnych mistrzostw Nowej Zelandii: złoty (Christchurch 1971) oraz srebrny (Templeton 1968).
W lidze brytyjskiej reprezentował kluby ze Swindon (1965-1968), Poole (1969–1970, 1972) i Exeter (1973-1974). Dwukrotny złoty medalista drużynowych mistrzostw Wielkiej Brytanii (1969, 1974).